# HMAS Australia (D84)
O HMAS Australia foi um cruzador pesado da Marinha Real Australiana. Um de dois navios da Classe County, encomendados em 1924, Australia foi construído na Escócia em 1925 e entrou em serviço em 1928. Tirando o período em que o navio serviu no Mediterrâneo, entre 1934 e 1936, o navio esteve a operar no sudoeste do Pacífico até ao começo da Segunda Guerra Mundial.

## História
Um dos dois navios da subclasse Kent encomendados para a RAN em 1924, a Austrália foi estabelecida na Escócia em 1925, e entrou em serviço em 1928. Além de um intercâmbio no Mediterrâneo de 1934 a 1936, durante o qual ela se envolveu na resposta britânica planejada à Crise da Abissínia, a Austrália operou em águas locais e do sudoeste do Pacífico até o início da Segunda Guerra Mundial.
O cruzador permaneceu perto da Austrália até meados de 1940, quando foi destacado para tarefas no Atlântico oriental, incluindo caçadas a navios alemães e participação na Operação Ameaça. Durante 1941, a Austrália operou em águas domésticas e do Oceano Índico, mas foi realocada como capitânia do Esquadrão ANZAC no início de 1942. Como parte desta força (que mais tarde foi redesignada Força-Tarefa 44, depois Força-Tarefa 74), a Austrália operou em apoio às operações navais e anfíbias dos Estados Unidos em todo o Sudeste Asiático até o início de 1945, incluindo o envolvimento nas batalhas no Mar de Coral e na Ilha Savo, os desembarques anfíbios em Guadalcanal e no Golfo de Leyte, e numerosas ações durante a campanha da Nova Guiné. Ela foi forçada a se retirar após uma série de ataques kamikaze durante a invasão do Golfo de Lingayen. A priorização do trabalho do estaleiro na Austrália para os navios da Frota Britânica do Pacífico fez com que o cruzador australiano partisse para a Inglaterra para reparos, onde estava no final da guerra.
Durante o final da década de 1940, a Austrália serviu com a Força de Ocupação da Comunidade Britânica no Japão, e participou de várias visitas portuárias a outras nações, antes de ser recolocada como navio de treinamento em 1950.
Combateu durante toda a guerra, e no pós-guerra participou ainda na ocupação do Japão. Em 1954 foi descomissionado e vendido para sucata em 1955.